# Letícia Isnard
Leticia Isnard (Rio de Janeiro, 30 de outubro de 1974) é uma atriz, produtora, tradutora e ex-bailarina brasileira.

## Biografia
Foi bailarina clássica e contemporânea profissional, desde os 11 anos de idade. Paralelamente à dança, Letícia cursou dois anos da faculdade de Direito, mas em 1998 formou-se em Ciências Sociais pela PUC do Rio de Janeiro, e fez mestrado em Sociologia com concentração em Antropologia pelo programa de pós-graduação em Sociologia e Antropologia do Instituto de Filosofia e Ciências Sociais da Universidade Federal do Rio de Janeiro em 2001.

## Carreira

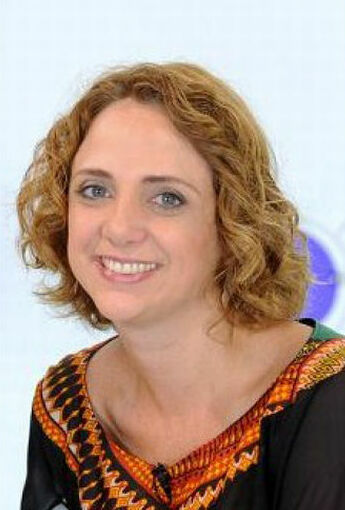
Em 2014.

Integrante da Companhia de Teatro Os Dezequilibrados desde 2001, participou dos espetáculos Bonitinha, mas Ordinária e em seguida na peça Vida, o Filme e deu oficinas de trabalho corporal no circuito do Palco Giratório. Anos depois, uma produtora da Rede Globo ligou para ela para um teste para o seriado Minha Nada Mole Vida, foi aprovada e tornou-se conhecida do grande público., logo após emendou vários trabalhos como em Beleza Pura, e depois participações especiais em A Grande Família, Afinal, o Que Querem as Mulheres?, Força Tarefa e Separação?!. Porém o grande reconhecimento como atriz foi ao despontar em Avenida Brasil onde interpretou a cafona Ivana Araújo, irmã do protagonista Tufão.
Em 2013, interpretou a vigarista Brenda na novela Sangue Bom, sem nem ter precisado fazer teste para a personagem e entrou na segunda temporada de Junto & Misturado. Em junho de 2014, estava escalada para a novela das nove, Império, porém deixou o elenco por estar grávida de seu primeiro filho, deixando o papel de Helena, para a atriz Júlia Fajardo. Em 2016, viveu Simoa, dona de taberna na novela da 23h, Liberdade, Liberdade. No cinema, gravou Um Tio Quase Perfeito como Angela, irmã de Marcus Majella e Simonal  
vivendo a Mulher de Taviani.

## Filmografia

### Televisão
| Ano     | Título                                          | Papel                          | Nota                                             |
| ------- | ----------------------------------------------- | ------------------------------ | ------------------------------------------------ |
| 2005    | Linha Direta                                    | Secretária                     | Episódio: "A Bomba do Riocentro"                 |
| 2005    | Cilada                                          | Valesca                        | Episódio: "Shopping"                             |
| 2006–07 | Minha Nada Mole Vida                            | Bianca                         |                                                  |
| 2008    | Beleza Pura                                     | Valmiréia de Jesus Jensen      |                                                  |
| 2009    | A Grande Família                                | Arlete                         | Episódio: "As Fiscais do Mendonça"               |
| 2009    | Toma Lá, Dá Cá                                  | Doroty                         | Episódio: "Doze Horas Para Salvar seu Casamento" |
| 2010    | Na Fama e Na Lama                               | Cléo                           |                                                  |
| 2010    | Tempos Modernos                                 | Balconista do aeroporto        | Episódio: "9 de março"                           |
| 2010    | Separação?!                                     | Moira                          | Episódio: "Terremotinho"                         |
| 2010    | Afinal, o Que Querem as Mulheres?               | Simone                         | Episódio: "11 de novembro"                       |
| 2011    | Tapas & Beijos                                  | Jurema                         | Episódio: "Ops, Atropelei"                       |
| 2011    | Força-Tarefa                                    | Carol                          | Episódio: "8 de dezembro"                        |
| 2012    | As Brasileiras                                  | Roberta                        | Episódio: "A Sexóloga de Floripa"                |
| 2012    | Avenida Brasil                                  | Ivana Araújo Oliveira de Souza |                                                  |
| 2013    | Sangue Bom                                      | Brenda Mendonça Pais           |                                                  |
| 2013    | Junto & Misturado                               | Letícia                        | Temporada 2                                      |
| 2016    | Liberdade, Liberdade                            | Simoa Solnado de Souza Prestes |                                                  |
| 2016    | Lúcia McCartney                                 | Ângela                         | Episódio: "21 de novembro"                       |
| 2017–19 | Filhos da Pátria                                | Leonor Campos Fonseca          |                                                  |
| 2017    | Sob Pressão                                     | Violeta                        | Temporada 1                                      |
| 2018    | Malhação: Vidas Brasileiras                     | Juliana Dias                   | Episódios: "22 de março–5 de abril"              |
| 2019    | Os Homens São de Marte... e É Pra Lá Que Eu Vou | Simone                         | Episódio: "Um Novo Homem"                        |
| 2020    | Amor de Mãe                                     | Enfª. Tracy                    | Episódios: "29 de janeiro–24 de fevereiro"       |
| 2021    | Desjuntados                                     | Ana                            | Original Prime Video                             |
| 2023    | Amor Perfeito                                   | Violeta Fernandes              |                                                  |
| 2023    | Vicky e a Musa                                  | Gilda Cardine                  |                                                  |

### Cinema
| Ano  | Título                     | Papel                   | Nota           |
| ---- | -------------------------- | ----------------------- | -------------- |
| 2003 | Bala Perdida               | Dora                    | Curta-metragem |
| 2010 | Incômodo                   | Maria de Fatia          | Curta-metragem |
| 2011 | Cilada.com                 | Ex-namorada 5           |                |
| 2013 | Os Três Nomes de Godofredo | Geralda                 | Curta-metragem |
| 2013 | Mato sem Cachorro          | Ananda                  |                |
| 2015 | Depois de Tudo             | Gilda                   |                |
| 2016 | Turbulência                | Mãe de Beto             |                |
| 2016 | Um Homem Só                | Sônia                   |                |
| 2017 | Um Tio Quase Perfeito      | Angela                  |                |
| 2018 | Antes Que Eu Me Esqueça    | Beatriz Domingues (Bia) |                |
| 2018 | Simonal                    | Mulher de Taviani       |                |
| 2018 | Tudo Por Um Popstar        | Flávia Diniz            |                |
| 2019 | B.O.                       | Mãe                     |                |
| 2019 | Carlinhos e Carlão         | Bianca                  |                |
| 2021 | Um Tio Quase Perfeito 2    | Ângela                  |                |
| 2021 | O Auto da Boa Mentira      | Liliana                 |                |
| 2023 | Desapega!                  | Alice                   |                |

## Teatro
| Ano     | Título                                 | Papel           |
| ------- | -------------------------------------- | --------------- |
| 2001    | Bonitinha, mas Ordinária               |                 |
| 2002    | Vida, o Filme                          |                 |
| 2003    | Assassinato em Série                   | Clarissa        |
| 2004    | Dilacerado                             |                 |
| 2006    | Quero ser Romeu e Julieta              |                 |
| 2008    | Memória Afetiva de um Amor Esquecido   |                 |
| 2009    | Cachorras Quentes                      | Driana          |
| 2010    | Terra do Nunca                         |                 |
| 2010    | Dona Otília e Outras Histórias         |                 |
| 2011    | A Estupidez                            | Vários          |
| 2011    | Mulheres Sonharam Cavalos              | Ulrika          |
| 2012–13 | Tarja Preta                            | Mulher Viciada  |
| 2013    | Últimos Remorsos Antes do Esquecimento | Anne            |
| 2014    | Como É Cruel Viver Assim               | Clívia          |
| 2015    | Marco Zero                             | Abby Prescott   |
| 2016    | A Reunificação das Duas Coreias        | Ela             |
| 2017–19 | Agosto                                 | Barbara Fordhan |

|-
2020 - ”Uma Relação tão Delicada” personagem: Jeanne

### Internet
| Ano  | Websérie               | Personagem                     |
| ---- | ---------------------- | ------------------------------ |
| 2016 | A Lenda do Mão de Luva | Simoa Solnado de Souza Prestes |

## Prêmios & indicações
| Ano  | Prêmio                        | Categoria                | Nomeações               | Resultado | Ref    |
| ---- | ----------------------------- | ------------------------ | ----------------------- | --------- | ------ |
| 2011 | Prêmio Shell de Teatro        | Melhor Atriz             | A Estupidez             | Indicada  | [ 39 ] |
| 2012 | Prêmio Extra de Televisão     | Melhor Atriz Coadjuvante | Avenida Brasil          | Indicada  | [ 40 ] |
| 2013 | Prêmio Quem de Televisão      | Melhor Revelação         | Avenida Brasil          | Indicada  | [ 41 ] |
| 2015 | Prêmio Cesgranrio de Teatro   | Melhor Atriz             | Marco Zero              | Indicado  | [ 42 ] |
| 2016 | Prêmio APTR de Teatro         | Melhor Atriz             | Marco Zero              | Indicado  | [ 43 ] |
| 2017 | Premio Shell de Teatro - RJ   | Melhor Atriz             | Agosto                  | Indicado  | [ 44 ] |
| 2018 | Prêmio APTR de Teatro         | Melhor Atriz Coadjuvante | Agosto                  | Venceu    | [ 45 ] |
| 2022 | Festival Sesc Melhores Filmes | Melhor Atriz Nacional    | Um Tio Quase Perfeito 2 | Indicado  |        |